# 1932年ロサンゼルスオリンピックのスイス選手団
1932年ロサンゼルスオリンピックのスイス選手団（1932ねんロサンゼルスオリンピックのスイスせんしゅだん）は、1932年7月30日から8月14日にかけてアメリカ合衆国のロサンゼルスで開催された1932年ロサンゼルスオリンピックのスイス選手団、およびその競技結果。

## 概要
今大会は銀メダル1個を獲得した。

## メダル
| メダル | 選手名             | 競技 | 種目   |
| ------ | ------------------ | ---- | ------ |
| 銀     | ジョルジュ・ミーツ | 体操 | 男子床 |